# Vermilion (Slipknot)
Vermillion é o último single do terceiro CD, Vol. 3: (The Subliminal Verses)￼￼, da banda de heavy-metal Slipknot. O vídeo-clipe da música foi dirigido por P. R. Brown e Shawn Crahan. O vídeo estreou na MTV2 em 25 de outubro de 2008.
Vermilion é uma canção do grupo de heavy metal,, nu metal,, metal alternativo, thrash metal, crossover thrash, hardcore punk e rap metal Slipknot, dividida em duas partes: Vermilion Pt. 1 e Vermilion Pt. 2.
O clipe foi filmado e dirigido em Agosto de 2004 em Los Angeles por Tony Petrossian e Shawn Crahan.
O clipe mostra uma jovem que vive no mundo das drogas, representada por Janna Bossier (a atriz participa dos dois videoclipes).
A montagem simula uma animação quadro-a-quadro, acentuando assim a diferença que existe entre o mundo da jovem e o mundo real.
A banda faz apenas uma curta aparição no video, usando as "Death Masks", que representam o verdadeiro rosto de cada um dos membros.

## Curiosidades
Na parte em que os integrantes da banda estão colocando as "Death Masks" o rosto de Craig Jones é mostrado só um pouco ao lado de Chris Fehn.

Vermilion Pt. 1 é considerado pela banda a canção que os fez ganhar mais novos fãs, que se auto-denominam "Maggots" .

## Vermilion Pt.2
"Vermilion Pt. 2" É a continuação da história contada na Parte 1. Possui duas guitarras acústicas, um violoncelo, e barítono-estilizado e os vocais. A melodia e o tema predominante executado através de ambas as versões, tornando-as partes integrantes um ao outro. Tem sido tocada ao vivo no DVD Slipknot, Voliminal: Inside the Nine, e também foi realizada por Corey Taylor e Jim Root na estação de rádio KISS-FM. A capa do álbum para Vermilion Pt. 2 consiste da tampa Vermilion único, com um tom vermelho / amarelo, ao contrário da coloração rosa e cinza da PT. 1. ". Vermilion Pt 2 (Bloodstone Mix)" Um remix, direito, aparece na trilha sonora da edição especial de All Hope Is Gone.